# Guilbaut Colas
Guilbaut Colas (Échirolles, 18 juni 1983) is een Franse freestyleskiër. Hij vertegenwoordigde zijn vaderland op de Olympische Winterspelen 2006 in Turijn en op de Olympische Winterspelen 2010 in Vancouver.

## Carrière
Bij zijn wereldbekerdebuut, in december 2001 in Tignes, scoorde Colas direct zijn eerste wereldbekerpunten, in maart 2003 behaalde hij in Voss zijn eerste toptienklassering. Drie jaar later stond hij in Jisan voor de eerste maal in zijn carrière op het podium van een wereldbekerwedstrijd, zijn eerste wereldbekerzege boekte hij in januari 2007 in Deer Valley. In het seizoen 2010/2011 legde de Fransman beslag op zowel de algemene wereldbeker als op de wereldbeker moguls, in de vier seizoenen daarvoor eindigde hij als tweede in het wereldbekerklassement op het onderdeel moguls.
Colas nam vijfmaal deel aan de wereldkampioenschappen freestyleskiën. Op de wereldkampioenschappen freestyleskiën 2007 in Madonna di Campiglio sleepte hij de zilveren medaille in de wacht op het onderdeel dual moguls, vier jaar later veroverde de Fransman in Deer Valley de wereldtitel op het onderdeel moguls.
Colas nam tweemaal deel aan de Olympische Winterspelen. Tijdens de Olympische Winterspelen van 2006 in Turijn eindigde hij als tiende op het onderdeel moguls, vier jaar later eindigde hij op de zesde plaats op hetzelfde onderdeel.

## Resultaten

### Olympische Spelen
| Jaar | Plaats    | Resultaten |
| ---- | --------- | ---------- |
| 2006 | Turijn    | 10e Moguls |
| 2010 | Vancouver | 6e Moguls  |

### Wereldkampioenschappen
| Jaar | Plaats               | Resultaten                 |
| ---- | -------------------- | -------------------------- |
| 2003 | Deer Valley          | 5e Moguls 17e Dual Moguls  |
| 2005 | Ruka                 | 4e Moguls 17e Dual Moguls  |
| 2007 | Madonna di Campiglio | 7e Moguls · Dual Moguls    |
| 2009 | Inawashiro           | 12e Moguls 32e Dual Moguls |
| 2011 | Deer Valley          | Moguls · 4e Dual Moguls    |
| 2013 | Voss                 | 39e Moguls                 |

### Wereldbeker
Eindklasseringen
| Seizoen   | Algm | MO     |
| --------- | ---- | ------ |
| 2001/2002 | 69e  | 41e    |
| 2002/2003 | -    | 22e    |
| 2003/2004 | 55e  | 16e    |
| 2004/2005 | 31e  | 10e    |
| 2005/2006 | 37e  | 10e    |
| 2006/2007 | 4e   | Zilver |
| 2007/2008 | 6e   | Zilver |
| 2008/2009 | 4e   | Zilver |
| 2009/2010 | 4e   | Zilver |
| 2010/2011 | Goud | Goud   |

Wereldbekerzeges
| Datum            | Plaats          | Onderdeel   |
| ---------------- | --------------- | ----------- |
| 13 januari 2007  | Deer Valley     | Dual Moguls |
| 26 januari 2008  | Mont Gabriël    | Moguls      |
| 1 maart 2008     | Mariánské Lázně | Moguls      |
| 29 januari 2009  | Deer Valley     | Moguls      |
| 31 januari 2009  | Deer Valley     | Moguls      |
| 16 januari 2010  | Deer Valley     | Moguls      |
| 21 januari 2010  | Lake Placid     | Moguls      |
| 13 maart 2010    | Âre             | Moguls      |
| 18 maart 2010    | Sierra Nevada   | Moguls      |
| 15 december 2010 | Méribel         | Dual Moguls |
| 22 januari 2011  | Lake Placid     | Moguls      |
| 23 januari 2011  | Lake Placid     | Moguls      |
| 20 maart 2011    | Voss            | Dual Moguls |